# Conure à tête d'or
Aratinga auricapillus
Espèce
Statut de conservation UICN

 LC  : Préoccupation mineure
Répartition géographique
Statut CITES
La Conure à tête d'or (Aratinga auricapillus) est une espèce d'oiseaux néotropicaux de la famille des Psittacidae.